# Superman/Batman
Superman/Batman foi uma revista em quadrinhos publicada pela editora norte-americana DC Comics, uma empresa ligada ao grupo Time-Warner. Protagonizada pelos dois heróis mais populares da editora, a revista foi publicada originalmente entre agosto de 2003 e agosto de 2011, com um total de 87 edições regulares e 5 anuais. No Brasil, as histórias da revista foram publicadas pela Editora Panini inicialmente na versão brasileira da revista Superman e posteriormente numa revista própria, também denominada Superman/Batman, lançada entre julho de 2005 e fevereiro de 2010, quando foi cancelada.
A publicação trouxe de volta a parceira que existia em World's Finest Comics, título team-up protagonizado pelos dois heróis publicado no período Pré-Crise.

## História

### Antecedentes e contexto
Uma das alterações mais significativas promovidas pela minissérie The Man of Steel, escrita e desenhada por John Byrne e publicada pela DC Comics em 1986 está justamente no relacionamento entre Superman e Batman: até então, os dois eram retratados como amigos e até dividiram uma mesma revista, mas daquele ponto em diante seriam caracterizados quase que como adversários, por seus distintos métodos de trabalho. Ao invés de amigos, os dois passariam a reservar apenas certo respeito um pelo outro.

### Origens e produção
Em 2000, durante a reunião anual realizada entre o corpo editorial da DC Comics e os escritores responsáveis pelas várias revistas protagonizadas por Superman para definir o rumo que as histórias tomariam no ano seguinte, discutiu-se como continuar avançando a história do personagem Lex Luthor. Embora fosse desde a sua concepção um vilão, uma série de tramas publicadas nos últimos anos concluíram com Luthor recebendo aos olhos do público o crédito por inúmeras "boas ações", como a reconstrução de Gotham City após uma série de eventos ter devastado a cidade. Com Paul Levitz e Janette Kahn - editor-chefe e publisher da editora, respectivamente - presentes, a equipe propôs que Luthor se candidatasse ao cargo de Presidente dos Estados Unidos e vencesse o pleito de forma legítima. No final daquele ano, com a publicação do especial Lex 2000, o vilão lançou-se como candidato à Eleição presidencial dos Estados Unidos de 2000 e se elegeu presidente, substituindo George W. Bush no Universo DC como o 43º Presidente dos Estados Unidos, sem que a editora tivesse planos à longo prazo para retirá-lo do cargo.

"(...) sugerimos ao Mike Carlin que pegássemos toda a equipe criativa de Superman e criássemos uma nova revista que seria essencialmente do Homem de Aço, mas que poderia ter acesso aos personagens do universo de Batman"

- Jeph Loeb, em 2002, sobre o conceito da revista.
Luthor já era visto pelos cidadãos dos Estados Unidos como um visionário e um benevolente empresário e durante o período em que esteve no cargo, ao olhos do público, reformou o sistema educacional, liderou o país durante a vitória contra uma invasão alienígena e alcançou grande popularidade. No início de 2002, Loeb deixou o cargo de roteirista da revista Superman para se dedicar ao planejamento de Superman/Batman, revista que a editora pretendia lançar no ano seguinte. Berganza acumulou as funções de editor da revista com Matt Idelson, e a revista começou a ser planejada de forma a refletir os eventos narrados tanto nas revistas de Superman - onde, por exemplo, havia surgido uma nova Supergirl chamada "Cir-El" - quanto de Batman.
Desde o início já se discutia que o primeiro arco da revista abordaria o fim do período de Luthor na Casa Branca e que Ed McGuinness trabalharia como desenhista na nova revista, que tentaria se afastar do gênero team-up e buscaria mostrar a relação entre os antagônicos elementos dos dois personagens.

## Histórico de publicação
Jeph Loeb foi o único roteirista da revista da 1ª até à 25ª edição. Na 26ª edição, uma história especial produzida pelo filho de Loeb, Sam, foi publicada na revista. A partir da 27ª edição, Mark Verheiden se tornaria o roteirista da revista, cargo no qual permaneceria até Superman/Batman #36, sendo sucedido por Alan Burnett.

## Histórias publicadas

### Coletâneas
| Title                               | Material collected                                                           | ISBN                                                  |
| ----------------------------------- | ---------------------------------------------------------------------------- | ----------------------------------------------------- |
| Volume 1: Public Enemies            | Superman/Batman #1-6 "When Clark Met Bruce" from Secret Files & Origins 2003 | Hardcover: 1-4012-0323-X Paperback: 1-4012-0220-9     |
| Volume 2: Supergirl                 | Superman/Batman #8-13                                                        | Hardcover: 1-4012-0347-7 Paperback: 1-4012-0250-0     |
| Volume 3: Absolute Power            | Superman/Batman #14-18                                                       | Hardcover: 1-4012-0447-3 Paperback: 1-4012-0714-6     |
| Volume 4: Vengeance                 | Superman/Batman #20-25                                                       | Hardcover: 1-4012-0921-1 Paperback: 1-4012-1043-0     |
| Volume 5: Enemies Among Us          | Superman/Batman #28-33                                                       | Hardcover: 1-4012-1330-8 Paperback: 1-4012-1243-3     |
| Volume 6: Torment                   | Superman/Batman #37-42                                                       | Hardcover: 1-4012-1700-1 Paperback: 1-4012-1740-0     |
| Volume 7: The Search for Kryptonite | Superman/Batman #44-49                                                       | Hardcover: 1-4012-1933-0 Paperback: 978-1-4012-2012-9 |
| Volume 8: Finest Worlds             | Superman/Batman #50-56                                                       | Hardcover: 1-4012-2331-1 Paperback: 1-4012-2332-X     |
| Volume 9: Night & Day               | Superman/Batman #60-63, 65-67                                                | Hardcover: 1-4012-2792-9 Paperback: 1-4012-2808-9     |
| Volume 10: Big Noise                | Superman/Batman #64, 68-71                                                   | Paperback: 1-4012-2914-X                              |
| Volume 11: Worship                  | Superman/Batman #72-75 and Annual #4                                         | Paperback: 1-4012-3032-6                              |
| Volume 12: Sorcerer Kings           | Superman/Batman #78-84                                                       | Hardcover: 1-4012-3266-3 Paperback: 978-1401234461    |
| Absolute Superman/Batman Vol. 1     | Superman/Batman #1-13                                                        | Hardcover: 978-1401240967                             |
| Absolute Superman/Batman Vol. 2     | Superman/Batman #14-26                                                       | Hardcover: 978-1401248178                             |
| Superman/Batman Vol 1               | Superman/Batman #1-13                                                        | Hardcover: 1-4012-0323-X Paperback: 1-4012-4818-7     |
| Superman/Batman Vol 2               | Superman/Batman #14-26                                                       | Paperback: 1-4012-5079-3                              |
| Superman/Batman Vol 3               | Superman/Batman #27-36 and Annual #1                                         | Paperback: 1-4012-6480-8                              |
| Superman/Batman Vol 4               | Superman/Batman #37-49 and Annual #2                                         | Paperback: 1-4012-6385-2                              |
| Superman/Batman Vol 5               | Superman/Batman #50-63 and Annual #3                                         | Paperback: 1-4012-6528-6                              |

## Publicação no Brasil
O título americano Superman/Batman teve o seu primeiro arco ("Os Melhores do Mundo") publicado pela Panini de Superman # 27 (Fevereiro de 2005) até Superman # 31 (Junho de 2005). Houve também a publicação de Superman/Batman: Secret Files 2003 em Superman # 29 (Abril de 2005), e Superman/Batman # 07 em Superman # 32 (Julho de 2005).
Em Julho, porém, a série ganhou um título próprio no Brasil, publicando outras duas séries.

### Conteúdo da revista
Quando da sua estréia, o título publicava três séries originalmente americanas em 96 páginas mensais, sendo que o espaço vago era sempre utilizado para o adiantamento cronológico de um dos títulos, durante as 12 primeiras edições. A partir da edição 13, a mini-série O Retorno de Donna Troy passou a ser publicada. Ligada ao evento Crise Infinita, a minissérie foi escrita por Phil Jimenez, desenhada por José Luis Garcia-Lopez e arte-finalizada por George Perez.

### Outras mídias
Em 2009 foi lançado um filme de animação diretamente em vídeo intitulado : Superman/Batman: Public Enemies (Superman/Batman: Inimigos Públicos no Brasil) inspirado no  arco "Os Melhores do Mundo".